# Stickelgraben
Der Stickelgraben ist ein linker und westlicher Zufluss des Rohrbachs im mittelfränkischen Landkreis Weißenburg-Gunzenhausen.

## Verlauf
Der Bach entspringt in einer Flur etwa 600 Meter nordwestlich des Ettenstatter Gemeindeteiles Rohrbach, fließt zwischen Auhof und Rohrbach hindurch und mündet nach rund 700 m  Flusslänge zwischen Auhof und Hundsdorf kurz nach einem kleinen Weiher in den Rohrbach. Er fließt beständig in nordöstliche Richtung durch eine weite Offenlandschaft.